# Championnats de Hongrie d'escrime 1907
Navigation
Édition précédente Édition suivante
Les championnats de Hongrie d'escrime 1905 ont lieu le 27 avril 1907 à Budapest. Ce sont les huitièmes championnats d'escrime en Hongrie. Ils sont organisés par la MVSz.
Les championnats comportent seulement deux épreuves, le fleuret masculin et le sabre masculin.

## Classements
| Épreuves          | Or               | Argent             | Bronze                |
| ----------------- | ---------------- | ------------------ | --------------------- |
| Fleuret           |                  |                    |                       |
| Hommes individuel | Péter Tóth MAC   | Béla Békessy MAC   | Dezső Lestyánszky MAC |
| Sabre             |                  |                    |                       |
| Hommes individuel | Béla Békessy MAC | Ervin Mészáros MAC | Jenő Szántay MAC      |